# Bonar-Gletscher
Der Bonar-Gletscher ist ein Gletscher in den Neuseeländischen Alpen auf der Südinsel von Neuseeland. Er zieht sich von der Nordwestflanke des 2606 m hohen Mount Avalanche nach Nordwesten, entlang der Südwestflanke des 3033 m hohen Mount Aspiring/Tititea. Er entwässert hauptsächlich über den Waipara River, der nach Norden fließend über den Arawhata River zur Tasmansee abführt. Kleine Teile des Gletschers rund um den am südlichen Rand gelegenen 2356 m hohen Mount French entwässern hingegen über den Matukituki River, der im Clutha River mündet, welcher zur Südostküste der Insel am Südpazifik führt. Benannt wurde er durch Charles Douglas nach James Alexander Bonar.